# 27330 Markporter
27330 Markporter è un asteroide della fascia principale. Scoperto nel 2000, presenta un'orbita caratterizzata da un semiasse maggiore pari a 2,6326128 UA e da un'eccentricità di 0,1386513, inclinata di 3,73508° rispetto all'eclittica.